# Zaine Pierre
Zaine Kareem Pierre (ur. 21 września 1993 w Dennery) – piłkarz z Saint Lucia występujący na pozycji ofensywnego pomocnika, obecnie zawodnik włoskiej Genoi.

## Kariera klubowa
Pierre jest wychowankiem Vieux Fort Comprehensive Secondary School. W jego barwach trzy razy z rzędu zostawał królem strzelców i najlepszym piłkarzem ligi uniwersyteckiej na Saint Lucia. W 2009 i 2010 roku został wybrany najlepszym młodym zawodnikiem w kraju. W wieku 16 lat dołączył do akademii juniorskiej trynidadzkiego zespołu W Connection z siedzibą w mieście San Fernando. Do treningów drużyny seniorów został włączony w lutym 2010 przez swojego rodaka – szkoleniowca Stuarta Charlesa-Fevriera. We wrześniu tego samego roku wyjechał na dziesięciodniowe testy do angielskiego Stoke City. Po powrocie do W Connection zadebiutował w TT Pro League w sezonie 2010/2011. W maju 2011 jego talent został dostrzeżony przez byłego reprezentanta Anglii, Lesa Ferdinanda, przebywającego na Karaibach w celu wyszukiwania tamtejszych piłkarskich talentów. Pierre trenował z amerykańską drużyną San Jose Earthquakes, a także z innymi angielskimi klubami – Arsenalem, Manchesterem City i Tottenhamem, jednak nie mógł podpisać kontraktu ze względu na brak pozwolenia na pracę. Zainteresowanie jego zatrudnieniem przejawiały również zespoły z Hiszpanii i Włoch, takie jak Atlético Madryt, Villarreal CF i AS Roma, lecz w przypadku transferu przeszkodą okazał się brak obywatelstwa Unii Europejskiej. W sezonie 2011/2012 Pierre wywalczył z W Connection mistrzostwo Trynidadu i Tobago.
W sierpniu 2011 Pierre udał się na dwutygodniowe testy do włoskiego zespołu Genoa CFC, natomiast w kwietniu 2012 przeszedł do niego za nieujawnioną kwotę, podpisując czteroletni kontrakt.

## Kariera reprezentacyjna
W 2011 roku Pierre wystąpił w trzech spotkaniach reprezentacji Saint Lucia U-23 w ramach wstępnych kwalifikacji do Igrzysk Olimpijskich w Londynie i w przegranym 1:2 meczu z Saint Kitts i Nevis wpisał się na listę strzelców. Jego drużyna po komplecie porażek odpadła wówczas już w pierwszej rundzie, zajmując ostatnie miejsce w grupie.
W seniorskiej reprezentacji Saint Lucia Pierre zadebiutował 21 września 2010 w przegranym 0:3 meczu towarzyskim z Trynidadem i Tobago, pojawiając się na placu gry w przerwie meczu. Wziął udział w eliminacjach do Mistrzostw Świata 2014, gdzie wystąpił w czterech spotkaniach i 7 września 2011, w przegranej 2:4 konfrontacji z Saint Kitts i Nevis w drugiej rundzie, zdobył pierwszego gola w kadrze narodowej. Jego drużyna nie zdołała się ostatecznie zakwalifikować na mundial.